# Ecopower
Ecopower és una cooperativa belga fundada el 1991, amb l'objectiu de finançar projectes d'energia renovable a Flandes.
Des de la liberalització del mercat d'energia a Flandes (juliol 2003) Ecopower esdevenia un proveïdor d'electricitat verda dins de Bèlgica. Al final del 2010 l'1% de les cases flamenques van ser subministrades per Ecopower. La cooperativa va inspirar a la creació d'altres cooperatives d'energia per tot Europa. La cooperativa compra i construeix plantes de generació d'electricitat renovable, com molins eòlics i centrals hidràuliques, dins de Bèlgica. Els projectes en aquests darrers anys inclouen turbines de vent a Eeklo, Gistel i Ghent, i de turbines hidroelèctriques a Rotselaar, Hoegaarden i Overijse.
La cooperativa estava formada per 50.000 membres a data del 2017. El 40 % dels quals han instal·lat plaques solars en els seus habitatges. Ecopower és membre del grup de Bèlgica de cooperatives renovables REScoop.be i el grup europeu de cooperatives renovables REScoop.eu.